# La mala verdad
La mala verdad es una película argentina dirigida por Miguel Angel Rocca y protagonizada por Alberto de Mendoza, Carlos Belloso y Ailén Caffieri. Fue estrenada el 1 de diciembre de 2011.

## Sinopsis
La extraña conducta de Barbara llamará la atención de la psicóloga de la escuela, quien intentará descubrir cuales son las razones que perturban emocionalmente a la niña. Las difíciles y complejas relaciones establecidas, los secretos y las mentiras de una familia forman parte de esta historia de verdades ocultas

## Reparto
- Alberto de Mendoza como Ernesto
- Carlos Belloso como Rodolfo
- Ailén Caffieri como Barbara
- Analía Couceyro como Laura
- Malena Solda como Sara
- Ailén Guerrero como Bárbara
- Norman Briski como Tío Antonio
- Cecilia Rossetto como Susana
- Mario Alarcón como Director de Escuela
- Jimena La Torre como Maestra
- Conrado Valenzuela como Matías